# Gunnar Hansen (skuespiller)
 Der er flere personer med dette navn, se Gunnar Hansen.
Gunnar Hansen (født 4. marts 1947, død 7. november 2015) var en amerikansk skuespiller af islandsk oprindelse, bedst kendt som den oprindelige Leatherface fra Motorsavsmassakren. 

## Liv og karriere
Gunnar Hansen blev født i Reykjavik, men da han var fem år flyttede familien til USA. I gymnasiet spillede han amerikansk fodbold, og derefter arbejde han som udsmider på forskellige natklubber, og som computerreperatør.
Hansen hørte om Motorsavsmassakren og prøvede for sjov en audition på Leatherface. Han fik rollen og spillede den i filmen, hvor han formåede at give den sindssyge kannibal en person, og fik ham til at virke menneskelig. Hansen valgte dog at droppe skuespillerkarrieren, da Leatherfacerollen var svær at slippe af med i andre film. Han blev i stedet forfatter.